# Konstytucja Albanii
Konstytucja Albanii (alb. Kushtetuta e Shqipërisë) – najwyższy akt prawny Republiki Albanii, uchwalony 28 listopada 1998 roku w referendum. Stanowi podstawę demokratycznego państwa prawa i porządku konstytucyjnego we współczesnej Albanii.

## Historia konstytucji albańskich

### Okres przedkomunistyczny (1912-1944)

#### Statuty Organiczne (1912-1914)
Pierwsze akty konstytucyjne po ogłoszeniu niepodległości w 1912 roku:
- Statut z Vlory (1912) - tymczasowa ustawa zasadnicza[1]
- Statut Organiczny (1914) - wprowadzał monarchię konstytucyjną pod rządami księcia Wilhelma zu Wieda[2]

#### Okres międzywojenny
- Konstytucja Republikańska (1925) - wprowadzona przez Ahmeta Zogu, wzorowana na francuskiej[3]
- Konstytucja Królewska (1928) - po koronacji Zogu na króla[4]

### Okres komunistyczny (1946-1991)
- Konstytucja z 1946 - wprowadzała system wzorowany na radzieckim[5]
- Konstytucja z 1976 - najbardziej radykalna wersja stalinowska, zakazująca religii[6]

### Okres transformacji
- Ustawa Zasadnicza (1991) - tymczasowa konstytucja przejściowa[7]
- Konstytucja z 1998 - obecnie obowiązująca

## Konstytucja z 1998 roku

### Główne zasady
- Albania jako republika parlamentarna
- Podział władz na:
  - ustawodawczą (Kuvendi)
  - wykonawczą (Rada Ministrów)
  - sądowniczą (niezależne sądy)

### Prawa i wolności
Rozdział II konstytucji gwarantuje:
- Wolność słowa i wyznania
- Równość wobec prawa
- Prawo do uczciwego procesu
- Ochronę własności prywatnej

### System rządów
| Organ     | Kompetencje           | Wybór                       |
| --------- | --------------------- | --------------------------- |
| Prezydent | Reprezentacja państwa | Wybierany przez parlament   |
| Premier   | Kierowanie rządem     | Powoływany przez prezydenta |
| Parlament | Ustawodawstwo         | Wybory powszechne           |

## Reformy konstytucyjne
Główne nowelizacje:
- 2008 - dostosowanie do standardów NATO
- 2016 - reforma wymiaru sprawiedliwości[8]